# Neuville (Québec)
Pour les articles homonymes, voir Neuville.
Neuville est une ville du Québec fondée en 1667 située près de Québec. Petit village historique du comté de Portneuf, situé entre les villes de Donnacona, Pont-Rouge et Saint-Augustin-de-Desmaures, il constitue une destination touristique régionale très prisée pour son histoire, son aspect naturel et son cachet rural. La paroisse Saint-François-de-Sales fut quant à elle fondée en 1684, et Jean Basset en est alors le premier curé. Le territoire était autrefois connu sous le nom de Pointe-aux-Trembles. Elle fait partie du réseau Les plus beaux villages du Québec.

## Histoire

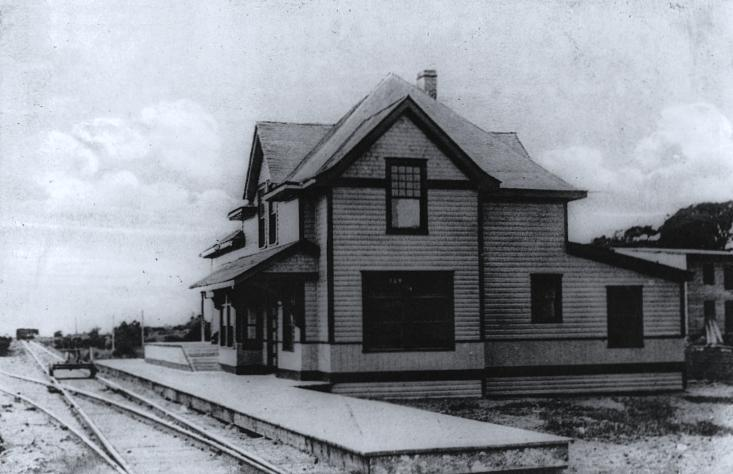
Gare du CN, Neuville, 1910

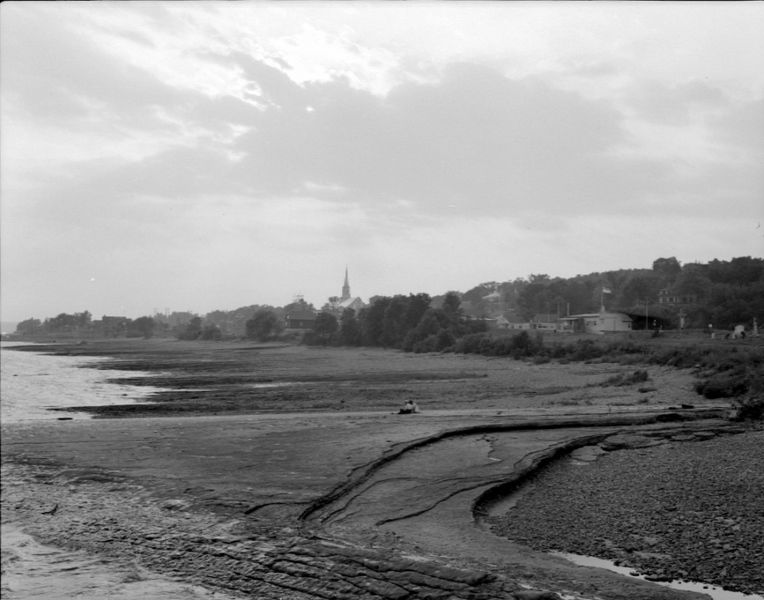
Village de Neuville, 1947

Située à mi-chemin entre Deschambault et la ville de Québec, deux autres lieux témoins de l’époque de la Nouvelle-France, Neuville a conservé de nombreuses traces de son histoire. On y retrouve beaucoup de maisons patrimoniales dont les maisons Denis (vers 1760), Lefebvre (1801) et Larue (1854). Le mode de vie agricole, remontant ici aux premiers temps de la colonisation par les paysans et soldats français, est toujours présent, malgré l’intensification récente de ses nombreuses exploitations agricoles.
Au début des années 1980, un parc thématique inspiré de la ruée vers l'or fut ouvert et il se nommait Le Jardin des pionniers. Il fut a ouvert sous l'initiative de M. Jules Jobin. Le site était mis en valeur par la présence du personnage nommé le Père Pioche et un 45 tours fut produit par l'étiquette Klondike en 1981.

### Héraldique
| Fier du passé, foi en l’avenir |
| ------------------------------ |

| L'écu de Neuville se blasonne ainsi : D’azur au chevron d’argent accompagné à senestre de trois épis de blé d’inde, un en pal, deux en sautoir et à dextre d’un marteau en pal, d’une gouge et d’un ciseau à bois en sautoir; en pointe d’un navire à trois mâts, le tout en or. |

## Géographie
La rivière Jacques-Cartier, qui coule vers le sud-ouest, délimite le nord-ouest de la municipalité. 
La rivière aux Pommes traverse le nord-ouest et coule aussi vers le sud-ouest.
La rivière Noire traverse la municipalité du nord-est vers le sud-ouest jusqu'à sa confluence avec la rivière aux Pommes.
La rivière à Matte coule du nord-est vers le sud-ouest jusqu'à son embouchure dans l'estuaire fluviale du Saint-Laurent.

## Démographie
| 1981 | 1986 | 1996  | 2001  |
| ---- | ---- | ----- | ----- |
| 996  | 929  | 3 261 | 3 341 |

| 2006  | 2011  | 2016  | 2021  |
| ----- | ----- | ----- | ----- |
| 3 638 | 3 888 | 4 392 | 4 475 |

## Administration
Les élections municipales se font en bloc pour le maire et les six conseillers.
| Neuville Maires depuis 2005                                                                                          |                  |         |          |
| Élection | Maire            | Qualité | Résultat |
| 2005 | Normand Bolduc   |         | Voir     |
| 2009 | Bernard Gaudreau |         | Voir     |
| 2013 | Bernard Gaudreau | Voir    |          |
| 2017 | Bernard Gaudreau | Voir    |          |
| 2021 | Bernard Gaudreau | Voir    |          |
| Élection partielle en italique Depuis 2005, les élections sont simultanées dans toutes les municipalités québécoises |                  |         |          |

## Économie
Neuville est reconnu pour sa production du blé-d’Inde (maïs) ayant la réputation d'être le meilleur de la région, sinon de la province (le blé-d’Inde de Neuville est vendu de temps à autre comme tel dans les marchés de la ville de Montréal, à 250 km de distance). Quelques cabanes à sucre (lieu de production du sirop d'érable), tant familiales que commerciales, se retrouvent aussi sur le territoire.
Un aérodrome privé construit en 2012 est situé sur le territoire de la municipalité.

## Jumelages
- Neuville-de-Poitou (France) depuis 1984. Bien que les ancêtres de ses habitants n’en proviennent pas nécessairement, la municipalité de Neuville au Québec est jumelée avec celle de Neuville-de-Poitou, en France, depuis 1984, alors que Neuville fêtait ses 300 ans.

## Galerie

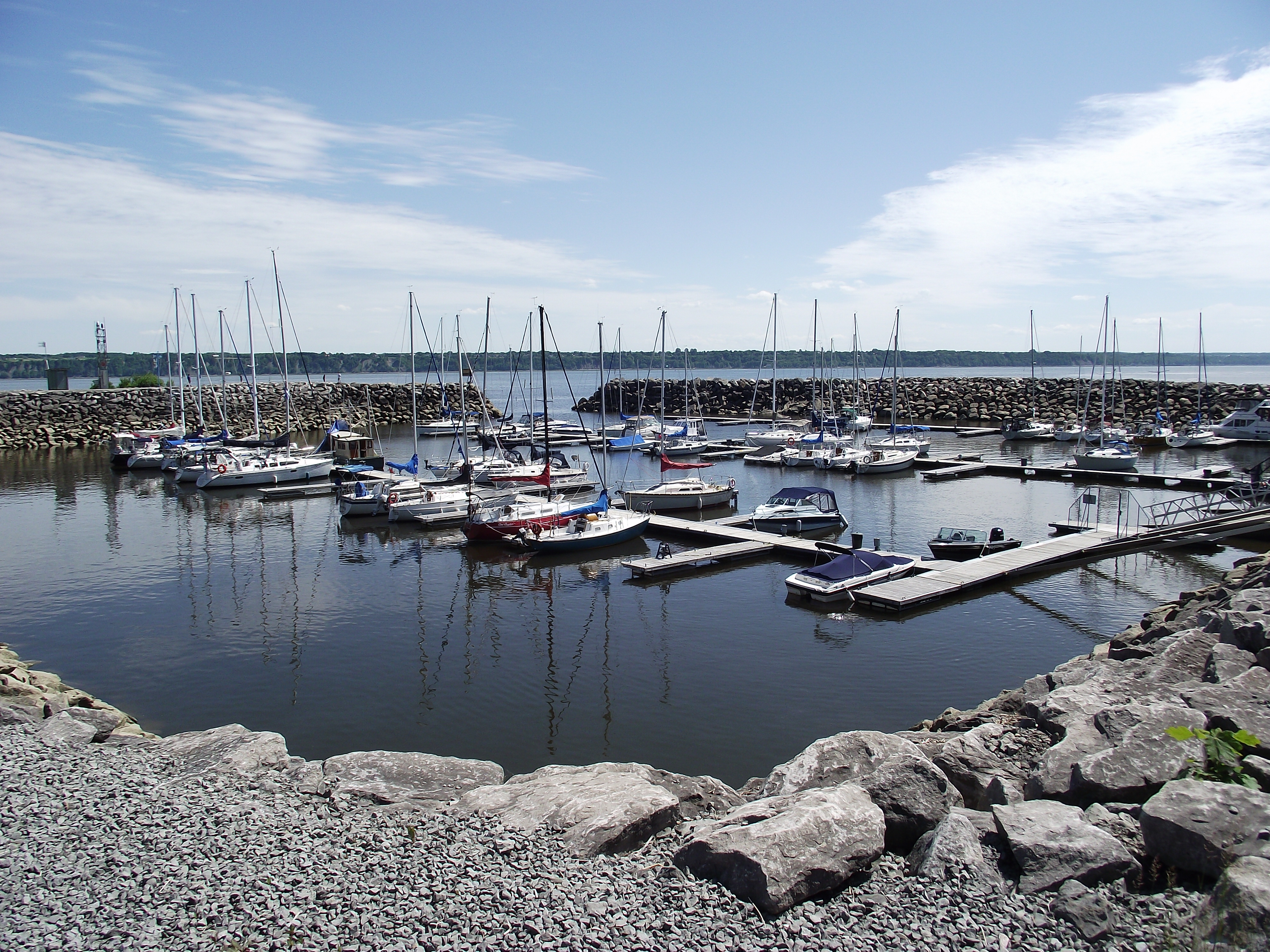
Marina de Neuville
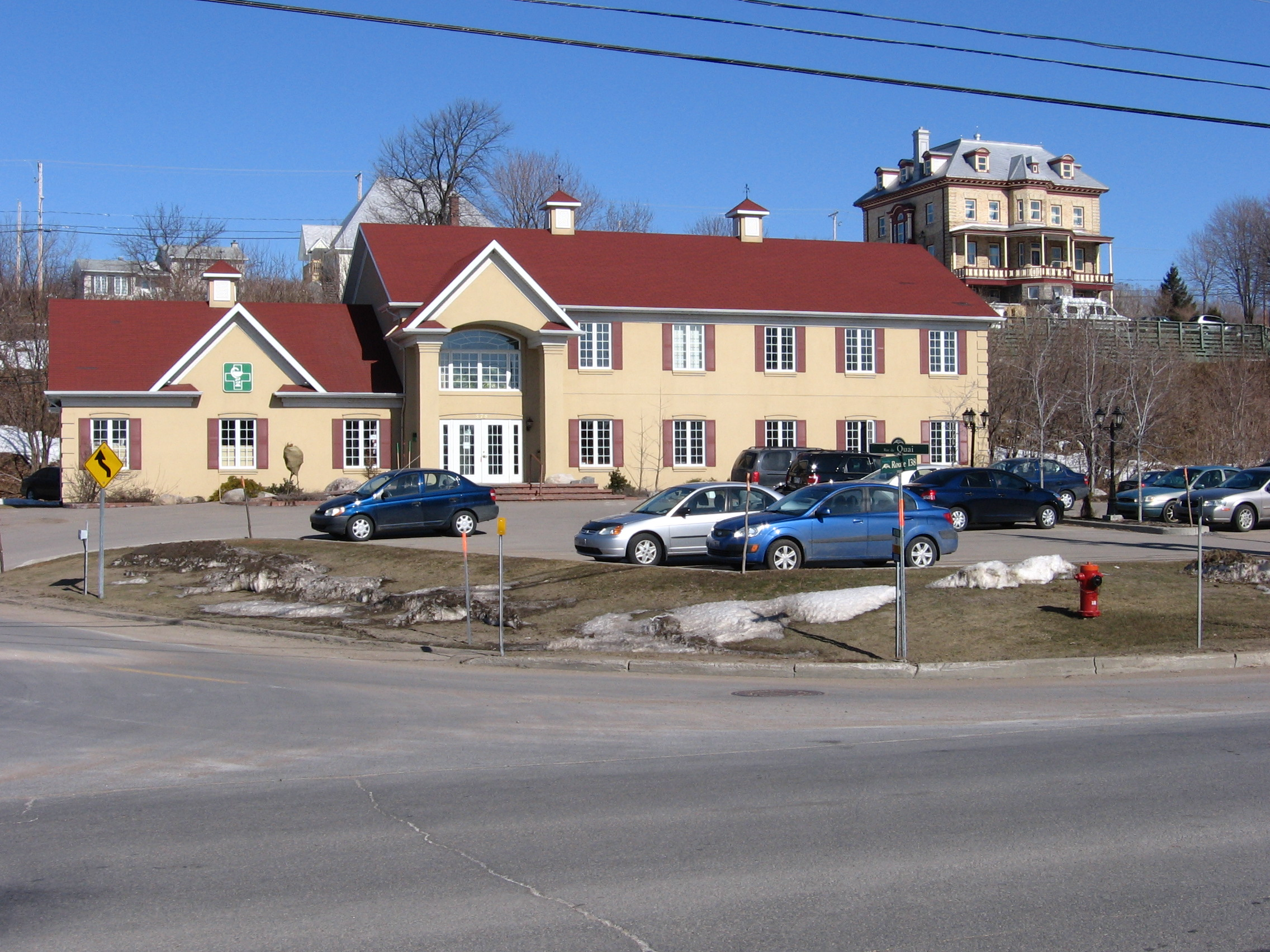
Clinique médicale
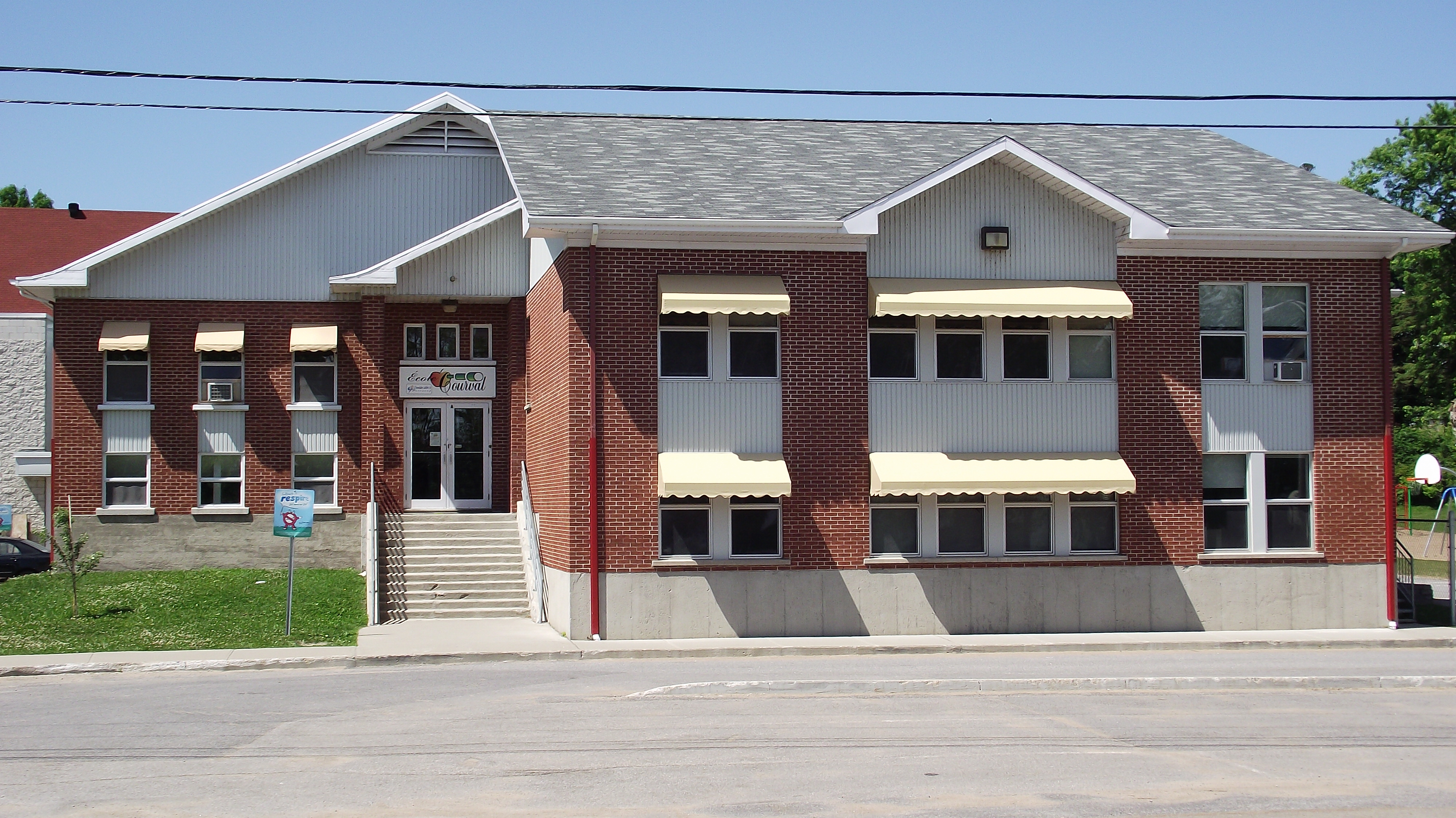
École primaire
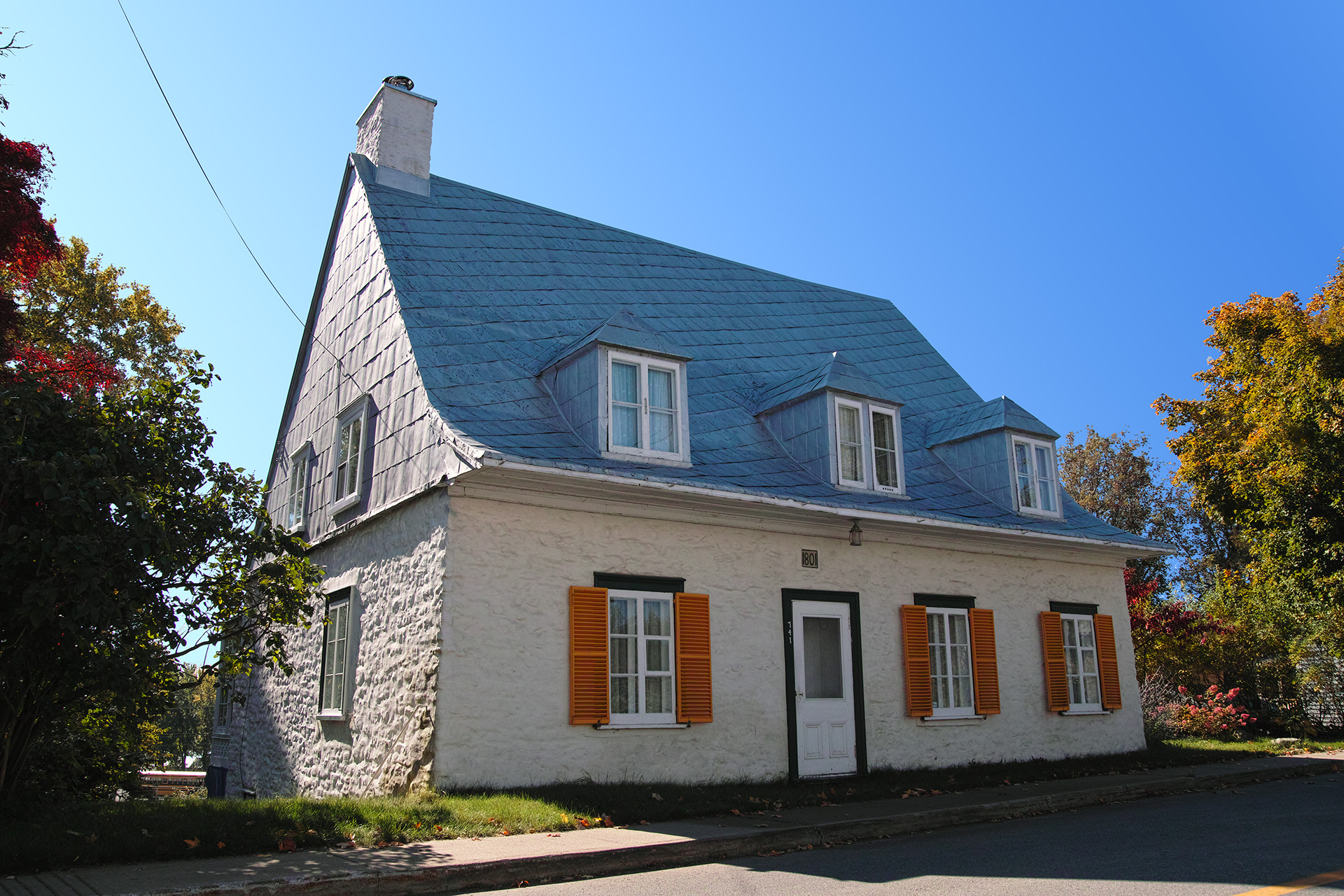
Maison Lefebvre
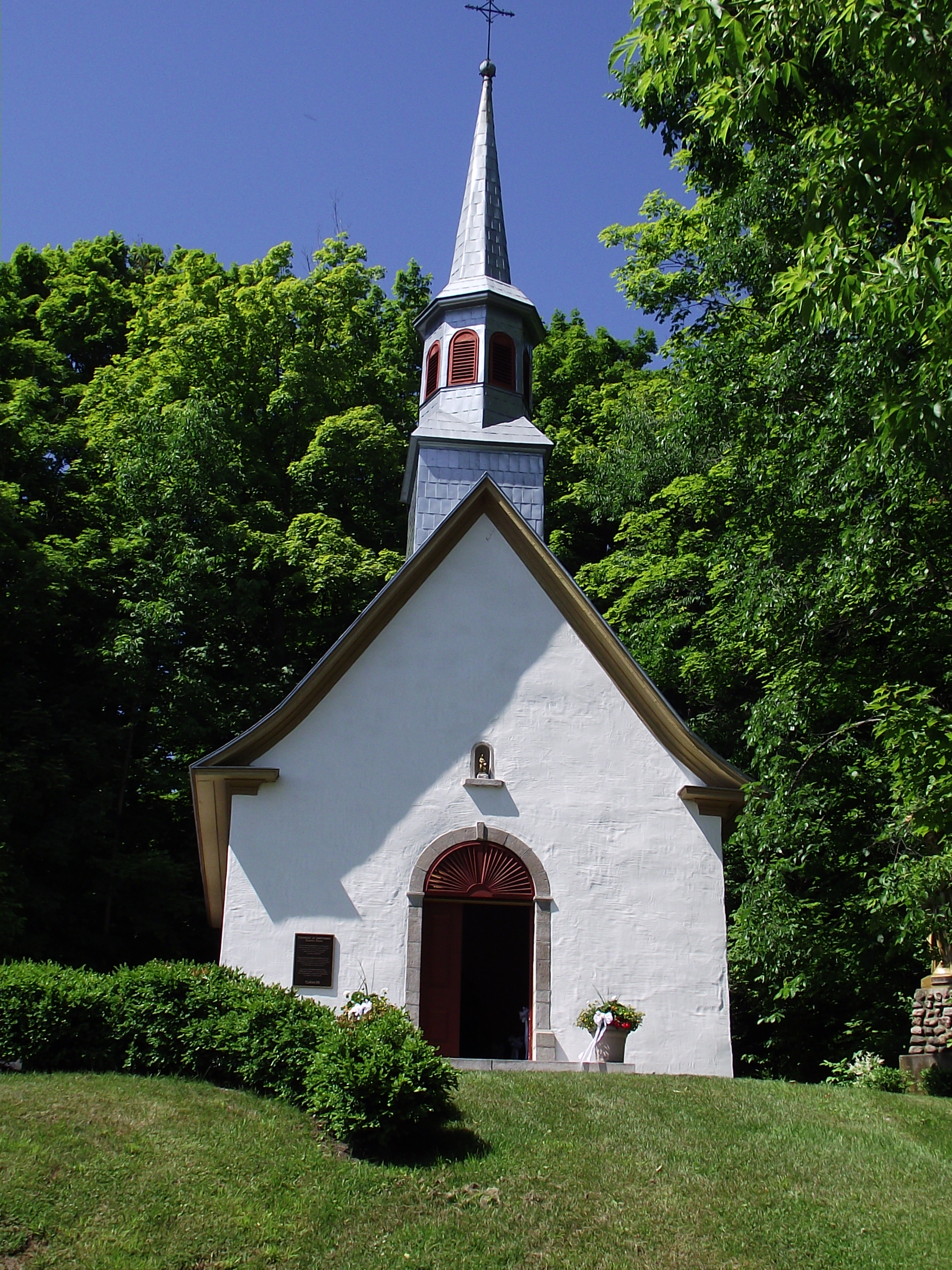
Chapelle Sainte-Anne
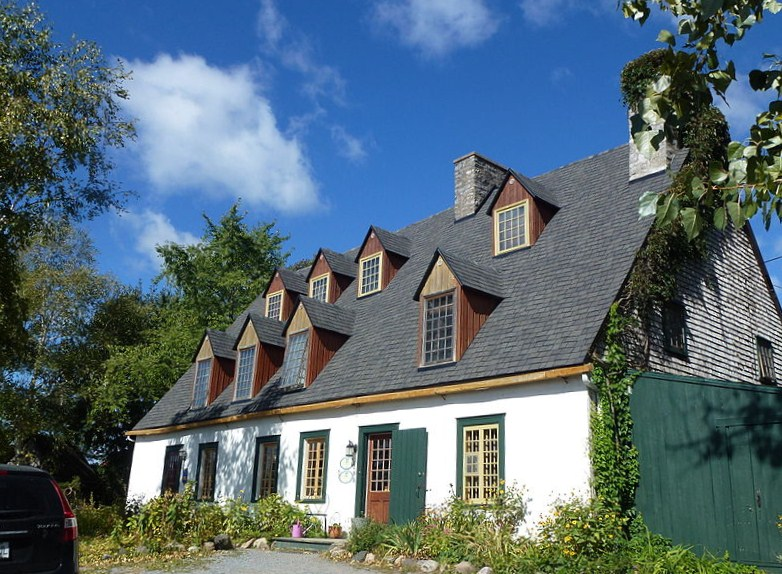
Maison Denis
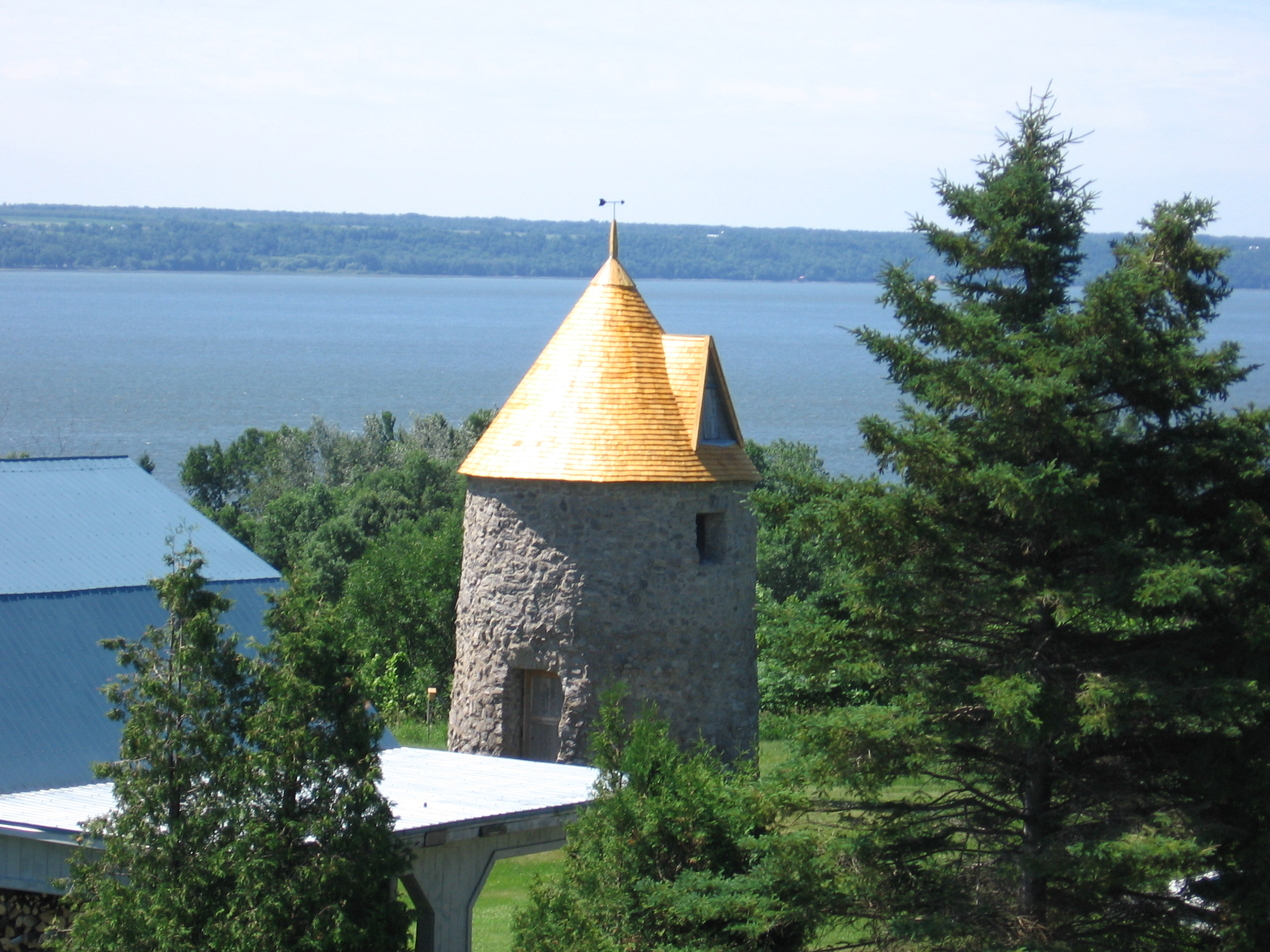
Moulin Voyer de proche
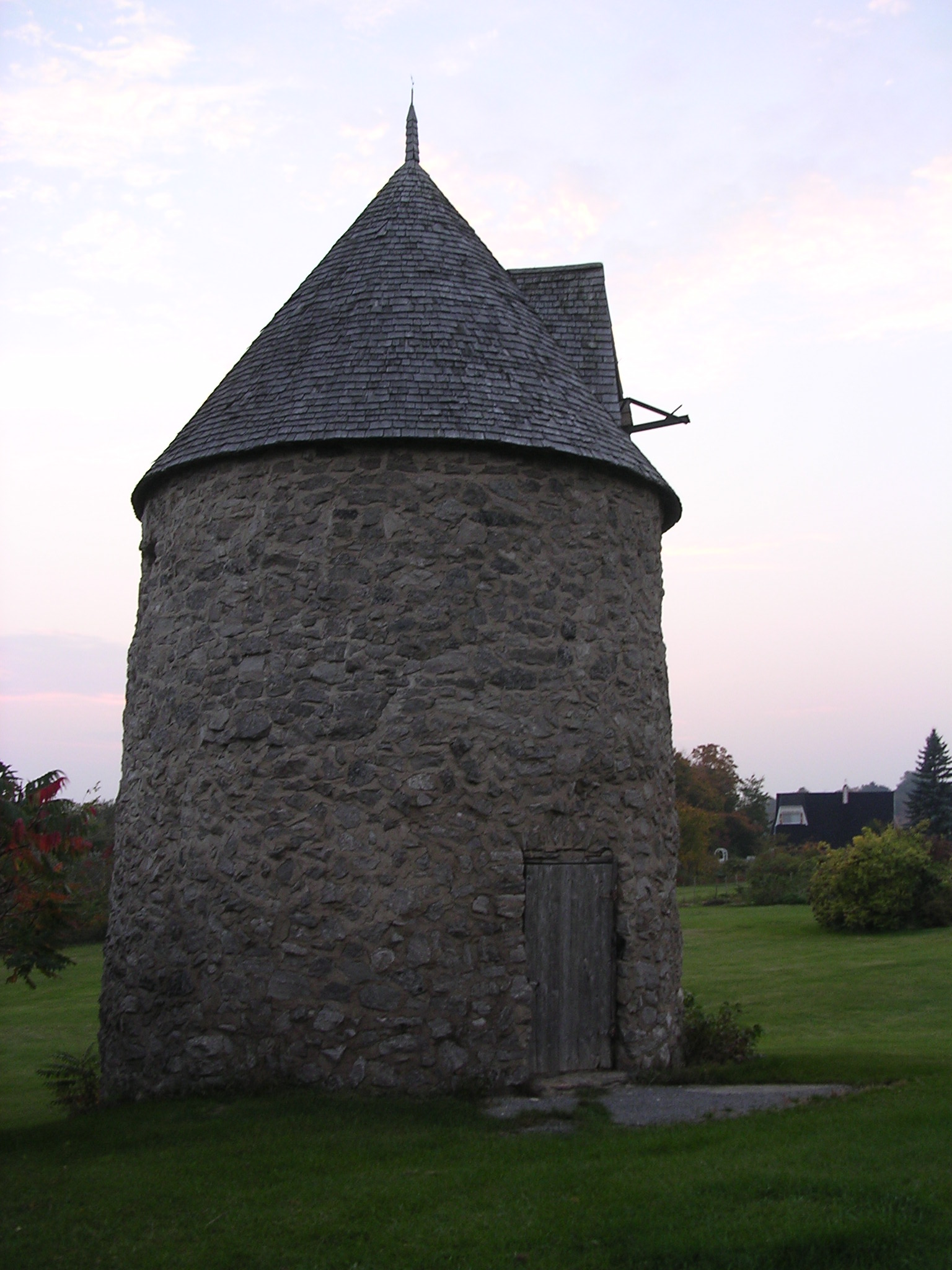
Moulin Voyer de côté
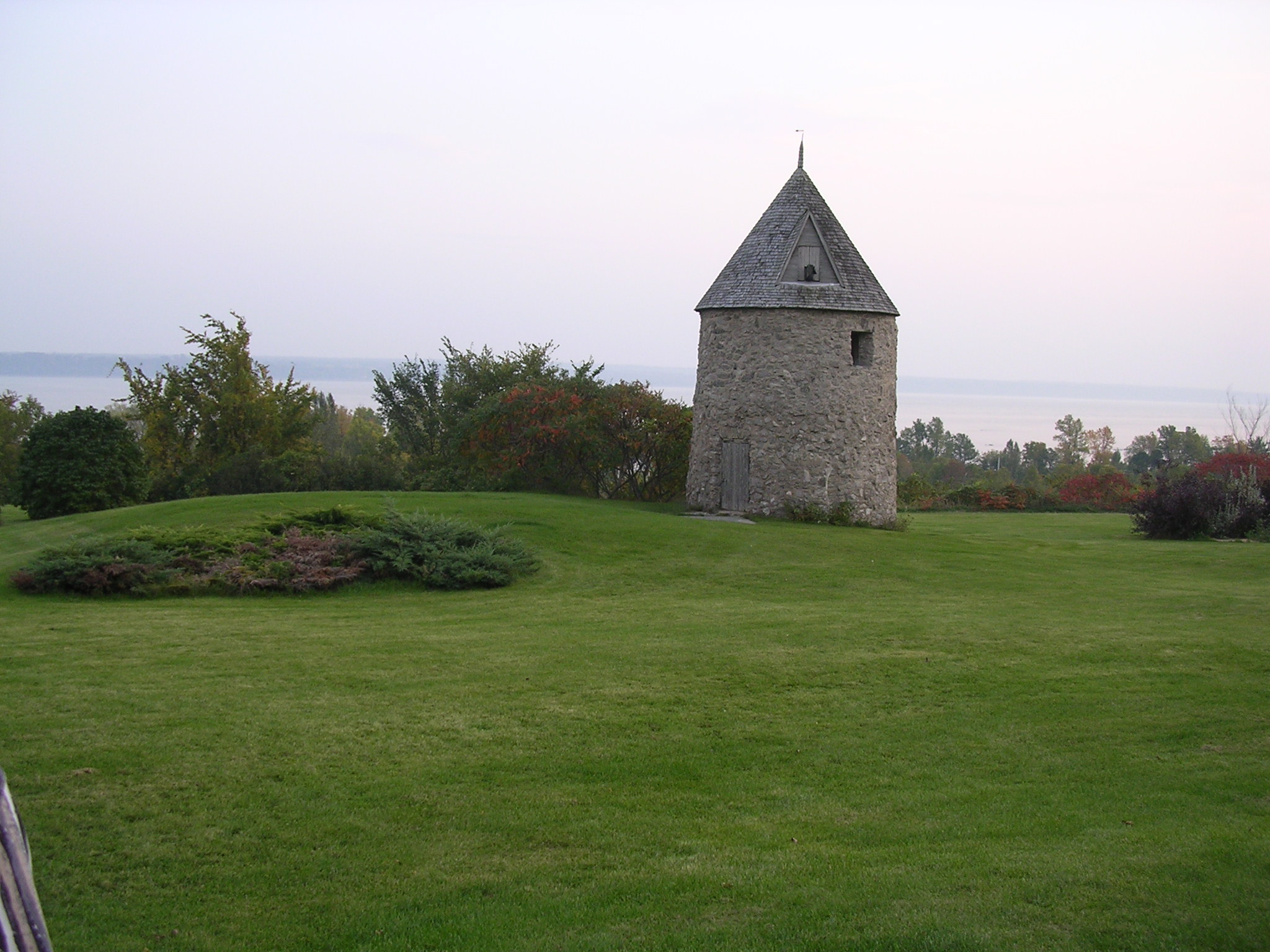
Moulin Voyer